# A Running Man epizódjainak listája
A Running Man dél-koreai varietéműsor, szórakoztató játékműsor, melyben az állandó műsorvezetők és a meghívott vendégek különféle küldetéseket teljesítenek különböző helyszíneken, egymással versenyezve.
Az epizódok listájában a csapatok a küldetések szerint vannak feltüntetve, a győztes csapattal vagy személlyel együtt. Az úgynevezett „úti küldetések”, illetve az olyan epizódok esetében, ahol nehéz meghatározni a helyszínt, a végső küldetés helyszíne szerepel megnevezve.
A küldetések magyarázata A Running Man küldetéseinek listái címen található.

## 2010
| #  | Epizód # | Adás dátuma (Forgatás dátuma)              | Vendég(ek)                                                                    | Helyszín                                                                                         | Csapatok | Csapatok | Küldetés                             | Eredmény |
| -- | -------- | ------------------------------------------ | ----------------------------------------------------------------------------- | ------------------------------------------------------------------------------------------------ | --- | --- | ------------------------------------ | --- |
| 1  | 1        | 2010. július 11. (2010. június 21.)        | Hvang Dzsangum (Hwang Jung-eum), I Hjori (Lee Hyo-ri)                         | Times Square pláza (Jongdungpho-ku (Yeongdeungpo-gu), Szöul)                                     | Drága csapat (Ju Dzseszok (Yoo Jae-suk), Kim Dzsongguk (Kim Jong-kook), I Gvangszu (Lee Kwang-soo), Szong Dzsunggi (Song Joong-ki), Hvang Dzsonggum (Hwang Jung-eum) | Olcsó csapat (Csi Szokcsin (Ji Suk-jin), Gary, Haha, I Hjori (Lee Hyo-ri) | Megtalálni a titkos kódot            | A Drága csapat győz Büntetés a vesztesnek: Haha és Csi Szokcsin (Ji Suk-jin) reggel a dolgozókat üdvözlik. |
| 2  | 2        | 2010. július 18. (2010. július 5.)         | Ku Hara (Goo Ha-ra), I Cshonhi (Lee Chun-hee), Szong Dzsihjo (Song Ji-hyo)    | Suwon World Cup Stadion (Phaldal-ku (Paldal-gu), Szuvon (Suwon), Kjonggi (Gyeonggi)              | Vendég csapat (Ju Dzseszok (Yoo Jae-suk), Gary, Haha, I Gvangszu (Lee Kwang-soo), Szong Dzsihjo (Song Ji-hyo)) | Hazai csapat (Csi Szokcsin (Ji Suk-jin), Kim Dzsongguk (Kim Jong-kook), Szong Dzsunggi (Song Joong-ki), I Cshonhi (Lee Chun-hee), Ku Hara (Goo Ha-ra) | Megtalálni az arany malacperselyeket | Hazai csapat győz Büntetés a vesztesnek: a Vendég csapat reggel kávéval kínálja a dolgozókat. |
| 2  | 3        | 2010. július 25. (2010. július 5.)         | Ku Hara (Goo Ha-ra), I Cshonhi (Lee Chun-hee), Szong Dzsihjo (Song Ji-hyo)    | Suwon World Cup Stadion (Phaldal-ku (Paldal-gu), Szuvon (Suwon), Kjonggi (Gyeonggi)              | Vendég csapat (Ju Dzseszok (Yoo Jae-suk), Gary, Haha, I Gvangszu (Lee Kwang-soo), Szong Dzsihjo (Song Ji-hyo)) | Hazai csapat (Csi Szokcsin (Ji Suk-jin), Kim Dzsongguk (Kim Jong-kook), Szong Dzsunggi (Song Joong-ki), I Cshonhi (Lee Chun-hee), Ku Hara (Goo Ha-ra) | Megtalálni az arany malacperselyeket | Hazai csapat győz Büntetés a vesztesnek: a Vendég csapat reggel kávéval kínálja a dolgozókat. |
| 3  | 4        | 2010. augusztus 1. (2010. július 18.)      | Jessica Nichkhun Szong Dzsihjo (Song Ji-hyo)                                  | Tudomány Múzeuma (Kvacshon (Gwacheon), Kjonggi (Gyeonggi)                                        | Felnőtt csapat (Ju Dzseszok (Yoo Jae-suk), Csi Szokcsin (Ji Suk-jin), I Gvangszu (Lee Kwang-soo), Szong Dzsihjo (Song Ji-hyo), Nichkhun) | Gyerek csapat (Kim Dzsongguk (Kim Jong-kook), Gary, Haha, Szong Dzsunggi (Song Joong-ki), Jessica) | Megtalálni az arany malacperselyeket | Gyerek csapat győz Büntetés a vesztesnek: a Felnőtt csapatnak ki kell takarítania a múzeumot. |
| 3  | 5        | 2010. augusztus 8. (2010. július 18.)      | Jessica Nichkhun Szong Dzsihjo (Song Ji-hyo)                                  | Tudomány Múzeuma (Kvacshon (Gwacheon), Kjonggi (Gyeonggi)                                        | Felnőtt csapat (Ju Dzseszok (Yoo Jae-suk), Csi Szokcsin (Ji Suk-jin), I Gvangszu (Lee Kwang-soo), Szong Dzsihjo (Song Ji-hyo), Nichkhun) | Gyerek csapat (Kim Dzsongguk (Kim Jong-kook), Gary, Haha, Szong Dzsunggi (Song Joong-ki), Jessica) | Megtalálni az arany malacperselyeket | Gyerek csapat győz Büntetés a vesztesnek: a Felnőtt csapatnak ki kell takarítania a múzeumot. |
| 4  | 6        | 2010. augusztus 15. (2010. augusztus 2.)   | Kim Sinjong (Kim Shin-young), Se7en, Szon Dambi (Son Dam-bi)                  | N Seoul Tower (Csung-ku (Jung-gu), Szöul)                                                        | Felnőtt csapat (Ju Dzseszok (Yoo Jae-suk), Csi Szokcsin (Ji Suk-jin), Szong Dzsunggi (Song Joong-ki), Se7en, Szon Dambi (Son Dam-bi) | Gyerek csapat (Kim Dzsongguk (Kim Jong-kook), Gary, Haha, Szong Dzsunggi (Song Joong-ki), Kim Sinjong (Kim Shin-young) | Futó labdák kiérdemlése              | Gyerek csapat győz Büntetés a vesztesnek: a Felnőtt csapat arcát összefirkálják és zuhanyzás nélkül, tömegközlekedéssel kell hazamenniük. |
| 5  | 7        | 2010. augusztus 22. (2010. augusztus 9.)   | Ham Undzsong (Ham Eun-jeong) Cso Gvon (Jo Kwon) Csong Jonghva (Jung Yong-hwa) | Sejong Center (Csongno-ku (Jongno-gu), Szöul)                                                    | Kék csapat (Ju Dzseszok (Yoo Jae-suk), Csi Szokcsin (Ji Suk-jin), I Gvangszu (Lee Kwang-soo), Szong Dzsihjo (Song Ji-hyo), Cso Gvon (Jo Kwon), Csong Jonghva (Jung Yong-hwa) | Piros csapat (Kim Dzsongguk (Kim Jong-kook), Gary, Haha, Szong Dzsunggi (Song Joong-ki), Ham Undzsong (Ham Eun-jeong) | Futó labdák kiérdemlése              | Kék csapat győz Büntetés a vesztesnek: a Piros csapatnak zuhanyzás nélkül metróval el kell mennie Joido állomásig. |
| 6  | 8        | 2010. augusztus 29. (2010. augusztus 16.)  | I Dzsun (Lee Joon) Pak Csungju (Park Jun-gyu), Victoria Song                  | Szöuli Történeti Múzeum, Kjonghi palota (Csongno-ku (Jongno-gu), Szöul)                          | Kék csapat (Ju Dzseszok (Yoo Jae-suk), Csi Szokcsin (Ji Suk-jin), I Gvangszu (Lee Kwang-soo), Szong Dzsihjo (Song Ji-hyo), I Dzsun (Lee Joon) | Piros csapat (Kim Dzsongguk (Kim Jong-kook), Gary, Haha, Pak Csungju (Park Jun-gyu), Victoria) | Futó labdák kiérdemlése              | Piros csapat győz Büntetés a vesztesnek: A Kék csapat rövidnadrágot ölt, összefirkálják az arcukat és busszal kell hazamenniük. |
| 7  | 9        | 2010. szeptember 5. (2010. augusztus 22.)  | I Honggi (Lee Hong-ki), Kim Szuro (Kim Soo-ro), Sin Bongszon (Shin Bong-sun)  | Lotte World (Sincshon-tong (Sincheon-dong), Szongpha-ku (Songpa-gu), Szöul)                      | Kék csapat (Ju Dzseszok (Yoo Jae-suk), Csi Szokcsin (Ji Suk-jin), I Gvangszu (Lee Kwang-soo), Szong Dzsihjo (Song Ji-hyo), Kim Szuro (Kim Soo-ro) | Piros csapat (Kim Dzsongguk (Kim Jong-kook), Gary, Haha, I Honggi (Lee Hong-ki), Sin Bongszon (Shin Bong-sun) | Futó labdák kiérdemlése              | Kék csapat győz Büntetés a vesztesnek: a Piros csapatnak összefirkálják az arcát, rövidnadrágban és karneváli ruhában haza kell sétálniuk. |
| 8  | 10       | 2010. szeptember 12. (2010. augusztus 30.) | Csha Thehjon (Cha Tae-hyun), Jun Szea (Yoon Se-ah)                            | Kortárs Művészeti Múzeum (Kvacshon (Gwacheon), Kjonggi (Gyeonggi)                                | Kék csapat (Ju Dzseszok (Yoo Jae-suk), Csi Szokcsin (Ji Suk-jin), I Gvangszu (Lee Kwang-soo), Szong Dzsihjo (Song Ji-hyo), Csha Thehjon (Cha Tae-hyun) | Piros csapat (Kim Dzsongguk (Kim Jong-kook), Gary, Haha, Szong Dzsunggi (Song Joong-ki), Jun Szea (Yoon Se-ah) | Futó labdák kiérdemlése              | Piros csapat győz Büntetés a vesztesnek: A Kék csapatnak beöltözve el kell mennie Hongdé (Hongdae-)ba egy vegyeskereskedésbe instant tésztát enni. |
| 9  | 11       | 2010. szeptember 19. (2010. szeptember 6.) | Csong Jonghva (Jung Yong-hwa), Kim Dzsedong (Kim Je-dong)                     | Szöuli Központi Posta (Csung-ku (Jung-gu), Szöul)                                                | Kék csapat (Ju Dzseszok (Yoo Jae-suk), Csi Szokcsin (Ji Suk-jin), I Gvangszu (Lee Kwang-soo), Szong Dzsihjo (Song Ji-hyo), Csong Jonghva (Jung Yong-hwa) | Piros csapat (Kim Dzsongguk (Kim Jong-kook), Gary, Haha, Kim Dzsedong (Kim Je-dong) | Egyénenként Futó labdák szerzése     | Haha, Csi Szokcsin (Ji Suk-jin), Szong Dzsihjo (Song Ji-hyo), Csong Jonghva (Jung Yong-hwa), Kim Dzsedong (Kim Je-dong) győz Büntetés a veszteseknek: Ju Dzseszok (Yoo Jae-suk), Gary, I Gvangszu (Lee Kwang-soo), Kim Dzsongguk (Kim Jong-kook) rövidnadrágban, busszal megy haza.                                                                                             |
| 10 | 12       | 2010. szeptember 26. (2010. szeptember 9.) | nem volt vendég                                                               | Seoul Design Fair @ Szöuli Olimpiai Stadion (Szongpha-ku (Songpa-gu), Szöul)                     | Küldetés csapat (Ju Dzseszok (Yoo Jae-suk), Csi Szokcsin (Ji Suk-jin), I Gvangszu (Lee Kwang-soo), Szong Dzsihjo (Song Ji-hyo), Szong Dzsunggi (Song Joong-ki) | Üldöző csapat (Kim Dzsongguk (Kim Jong-kook), Gary, Haha) | Egyénenként Futó labdák szerzése     | Gary, Haha, Kim Dzsongguk (Kim Jong-kook), Szong Dzsihjo (Song Ji-hyo) győz A veszteseknek (Ju Dzseszok (Yoo Jae-suk), Csi Szokcsin (Ji Suk-jin), I Gvangszu (Lee Kwang-soo), Szong Dzsunggi (Song Joong-ki)) rövidnadrágban kell megjelenniük a következő forgatási helyszínen.                                                                                                |
| 11 | 13       | 2010. október 3. (2010. szeptember 20.)    | Csang Dongmin (Jang Dong-min), Lizzy                                          | SBS Műsorszóró Központ (Mok-tong (Mok-dong), Jangcshon-ku (Yangcheon-gu), Szöul)                 | Küldetés csapat (Ju Dzseszok (Yoo Jae-suk), Csi Szokcsin (Ji Suk-jin), I Gvangszu (Lee Kwang-soo), Lizzy, Szong Dzsihjo (Song Ji-hyo) | Üldöző csapat (Kim Dzsongguk (Kim Jong-kook), Gary, Haha, Csang Dongmin (Jang Dong-min) | Egyénenként Futó labdák szerzése     | Gary, Csi Szokcsin (Ji Suk-jin), I Gvangszu (Lee Kwang-soo), Szong Dzsihjo (Song Ji-hyo), Ju Dzseszok (Yoo Jae-suk) győz A veszteseknek (Haha, Kim Dzsongguk (Kim Jong-kook), Csang Dongmin (Jang Dong-min), Lizzy) hanbokban kell a Morning Wide műsor élő közvetítésében részt venni.                                                                                         |
| 12 | 14       | 2010. október 17. (2010. szeptember 27.)   | Lizzy                                                                         | Borame (Boramae) Biztonsági Élményközpont (보라매안전체험관) (Tongdzsak-ku (Dongjak-gu), Szöul)  | Küldetés csapat (Kim Dzsongguk (Kim Jong-kook), Haha, I Gvangszu (Lee Kwang-soo), Lizzy, Szong Dzsunggi (Song Joong-ki) | Üldöző csapat (Ju Dzseszok (Yoo Jae-suk), Gary, Csi Szokcsin (Ji Suk-jin), Szong Dzsihjo (Song Ji-hyo) | Egyénenként Futó labdák szerzése     | Haha, Csi Szokcsin (Ji Suk-jin), I Gvangszu (Lee Kwang-soo), Lizzy, Szong Dzsihjo (Song Ji-hyo) győz Ju Dzseszok (Yoo Jae-suk), Gary, Kim Dzsongguk (Kim Jong-kook), Szong Dzsunggi (Song Joong-ki) rövidnadrágban szundét (sundae-t) enni mennek Sillim-tong (Sillim-dong)ba.                                                                                                  |
| 13 | 15       | 2010. október 24. (2010. október 4.)       | Kim Gvanggju (Kim Kwang-kyu), Tony Ahn                                        | Szöuli metródepó (지축차량사업소) (Togjang-ku (Deogyang-gu), Kojang (Goyang), Kjonggi (Gyeonggi) | Küldetés csapat (Ju Dzseszok (Yoo Jae-suk), Csi Szokcsin (Ji Suk-jin), Szong Dzsihjo (Song Ji-hyo), Kim Gvanggju (Kim Kwang-kyu), Tony Ahn) | Üldöző csapat (Kim Dzsongguk (Kim Jong-kook), Gary, Haha, I Gvangszu (Lee Kwang-soo), Szong Dzsunggi (Song Joong-ki) | Egyénenként Futó labdák szerzése     | Csi Szokcsin (Ji Suk-jin), Haha, Kim Dzsongguk (Kim Jong-kook), I Gvangszu (Lee Kwang-soo), Szong Dzsunggi (Song Joong-ki) győz Ju Dzseszok (Yoo Jae-suk), Gary, Tony Ahn rövidnadrágban, Kim Gvanggju (Kim Kwang-kyu) hosszú nadrágban, Szong Dzsihjo (Song Ji-hyo) álbajuszban metróval mennek haza.                                                                          |
| 14 | 16       | 2010. október 31. (2010. október 11-)      | Kvon Juri (Kwon Yuri)                                                         | I'Park Mall (Jongszan-ku (Yongsan-gu), Szöul)                                                    | Egyél kóstolót és hízz 1 kg-ot!: Kim Dzsongguk (Kim Jong-kook) és a Két Kölyök csapat (Kim Dzsongguk (Kim Jong-kook), Gary, Haha) Üres Dzsihjo (Ji-hyo) és a Két Középkorú Pasas csapat (Ju Dzseszok (Yoo Jae-suk), Csi Szokcsin (Ji Suk-jin), Szong Dzsihjo (Song Ji-hyo) Fiatal Fiúk és Lányok csapat (I Gvangszu (Lee Kwang-soo), Szong Dzsunggi (Song Joong-ki), Juri (Yuri) | Csengettyűs bújócska: Küldetés csapat (Ju Dzseszok (Yoo Jae-suk), Gary, Haha, Szong Dzsihjo (Song Ji-hyo), Szong Dzsunggi (Song Joong-ki) Üldöző csapat (Kim Dzsongguk (Kim Jong-kook), Csi Szokcsin (Ji Suk-jin), I Gvangszu (Lee Kwang-soo), Juri (Yuri)                                                  | Egyénenként Futó labdák szerzése     | Haha, Csi Szokcsin (Ji Suk-jin), Szong Dzsihjo (Song Ji-hyo), Szong Dzsunggi (Song Joong-ki), Ju Dzseszok (Yoo Jae-suk) győz Gary, Kim Dzsongguk (Kim Jong-kook), I Gvangszu (Lee Kwang-soo) rövidnadrágban, Juri (Yuri) álbajuszban a Norjangdzsin (Noryangjin) halpiacra látogat.                                                                                             |
| 15 | 17       | 2010. november 7. (2010. október 25.)      | Csong Jonghva (Jung Yong-hwa), Ko Dzsuvon (Go Joo-won)                        | Hanjangi Női Egyetem (Szongdong-ku (Seongdong-gu), Szöul)                                        | Adjátok elő a dalokat!: Dzsongguk (Jong-kook) csapat (Kim Dzsongguk (Kim Jong-kook), Gary, Haha, Szong Dzsihjo (Song Ji-hyo) Szokcsin (Suk-jin) csapat (Csi Szokcsin (Ji Suk-jin), I Gvangszu (Lee Kwang-soo), Szong Dzsunggi (Song Joong-ki) Dzseszok (Jae-suk) csapat (Ju Dzseszok (Yoo Jae-suk), Csong Jonghva (Jung Yong-hwa), Ko Dzsuvon (Go Joo-won)                       | Csengettyűs bújócska: Küldetés csapat (Ju Dzseszok (Yoo Jae-suk), Csi Szokcsin (Ji Suk-jin), I Gvangszu (Lee Kwang-soo), Szong Dzsunggi (Song Joong-ki), Csong Jonghva (Jung Yong-hwa) Üldöző csapat (Kim Dzsongguk (Kim Jong-kook), Gary, Haha, Szong Dzsihjo (Song Ji-hyo), Ko Dzsuvon (Go Joo-won)       | Egyénenként Futó labdák szerzése     | Haha, Kim Dzsongguk (Kim Jong-kook), I Gvangszu (Lee Kwang-soo), Szong Dzsihjo (Song Ji-hyo), Csong Jonghva (Jung Yong-hwa) győz Ju Dzseszok (Yoo Jae-suk), Gary, Csi Szokcsin (Ji Suk-jin), Szong Dzsunggi (Song Joong-ki), Ko Dzsuvon (Go Joo-won) az egyetemi hallgatók által tervezett rövidnadrágokban, ttokpokki (ddeokbokki)t mennek enni Sindang-tong (Sindang-dong)ba. |
| 16 | 18       | 2010. november 21. (2010. november 13.)    | nem volt vendég                                                               | Busan International Cruise Ship @ Kvangan (Gwangan) híd (Haunde-ku (Haeundae-gu), Puszan (Busan) | Küldetés csapat (Ju Dzseszok (Yoo Jae-suk), Csi Szokcsin (Ji Suk-jin), I Gvangszu (Lee Kwang-soo), Lizzy, Szong Dzsihjo (Song Ji-hyo), Szong Dzsunggi (Song Joong-ki) | Üldöző csapat (Kim Dzsongguk (Kim Jong-kook), Gary, Haha) | Egyénenként Futó labdák szerzése     | Gary, Haha, Kim Dzsongguk (Kim Jong-kook), Lizzy, Szong Dzsihjo (Song Ji-hyo) győz Ju Dzseszok (Yoo Jae-suk), Csi Szokcsin (Ji Suk-jin), I Gvangszu (Lee Kwang-soo), Szong Dzsunggi (Song Joong-ki) rövidnadrágban üdvözli a turistákat a kikötőben. |
| 17 | 19       | 2010. november 28. (2010. november 8.)     | Nichkhun                                                                      | Namszangol (Namsangol) hanokfalu (Csung-ku (Jung-gu), Szöul)                                     | Koreai ételverseny: Kék csapat (Kim Dzsongguk (Kim Jong-kook), Gary, Haha, Nichkhun) Sárga csapat (Szong Dzsihjo (Song Ji-hyo), I Gvangszu (Lee Kwang-soo), Szong Dzsunggi (Song Joong-ki) Piros csapat (Ju Dzseszok (Yoo Jae-suk), Csi Szokcsin (Ji Suk-jin), Lizzy) | Csengettyűs bújócska: Küldetés csapat (Ju Dzseszok (Yoo Jae-suk), Gary, Haha, Csi Szokcsin (Ji Suk-jin), I Gvangszu (Lee Kwang-soo), Lizzy, Szong Dzsihjo (Song Ji-hyo), Szong Dzsunggi (Song Joong-ki), Nichkhun) Üldöző csapat (Kim Dzsongguk (Kim Jong-kook)                                             | Futó labdák szerzése                 | Kék csapat győz Ju Dzseszok (Yoo Jae-suk), Csi Szokcsin (Ji Suk-jin), I Gvangszu (Lee Kwang-soo), Szong Dzsunggi (Song Joong-ki) rövidnadrágban, Lizzy és Szong Dzsihjo (Song Ji-hyo) álbajuszban ölelést osztogat. |
| 18 | 20       | 2010. december 5. (2010. november 22.)     | Kim Hicshol (Kim Heechul)                                                     | Koreai Meteorológiai Központ (Tongdzsak-ku (Dongjak-gu), Szöul)                                  | Küldetés csapat (Ju Dzseszok (Yoo Jae-suk), Csi Szokcsin (Ji Suk-jin), I Gvangszu (Lee Kwang-soo), Szong Dzsihjo (Song Ji-hyo), Kim Hicshol (Kim Heechul) | Üldöző csapat (Kim Dzsongguk (Kim Jong-kook), Gary, Haha, Lizzy) | Futó labdák szerzése                 | Gary, Haha, Kim Dzsongguk (Kim Jong-kook), Lizzy, Ju Dzseszok (Yoo Jae-suk), Kim Hicshol (Kim Heechul) győz Csi Szokcsin (Ji Suk-jin), I Gvangszu (Lee Kwang-soo) rövidnadrágban, Szong Dzsihjo (Song Ji-hyo) álbajuszban egy parkba megy futni. |
| 19 | 21       | 2010. december 12. (2010. november 29.)    | Kim Dzsedong (Kim Je-dong)                                                    | Kvangmjong (Gwangmyeong) pályaudvar (Kvangmjong (Gwangmyeong), Kjonggi (Gyeonggi)                | Fuss Running Man!: Kék csapat (Kim Dzsongguk (Kim Jong-kook), Gary, Haha, Lizzy) Piros csapat (Szong Dzsihjo (Song Ji-hyo), I Gvangszu (Lee Kwang-soo), Szong Dzsunggi (Song Joong-ki) Sárga csapat (Ju Dzseszok (Yoo Jae-suk), Csi Szokcsin (Ji Suk-jin), Kim Dzsedong (Kim Je-dong)                                                                                            | Csengettyűs bújócska: Küldetés csapat (Ju Dzseszok (Yoo Jae-suk), Gary, Haha, Csi Szokcsin (Ji Suk-jin), I Gvangszu (Lee Kwang-soo), Lizzy, Szong Dzsunggi (Song Joong-ki), Kim Dzsedong (Kim Je-dong) Üldöző csapat (Kim Dzsongguk (Kim Jong-kook), Szong Dzsihjo (Song Ji-hyo)                            | Futó labdák szerzése                 | Gary, Haha, Kim Dzsongguk (Kim Jong-kook), Lizzy, Szong Dzsihjo (Song Ji-hyo), Kim Dzsedong (Kim Je-dong) győz Ju Dzseszok (Yoo Jae-suk)nak, Csi Szokcsin (Ji Suk-jin)nak, I Gvangszu (Lee Kwang-soo)nak, Szong Dzsunggi (Song Joong-ki)nak a karácsonyi különkiadásban rövidnadrágot kell viselnie.                                                                            |
| 20 | 22       | 2010. december 19. (2010. december 6.)     | Cshö Sivon (Choi Siwon), Kim Mindzsong (Kim Min-jong)                         | Lotte Mart (Kvangdzsin-ku (Gwangjin-gu), Szöul)                                                  | Karácsonyi ajándékok: Fehér csapat (Ju Dzseszok (Yoo Jae-suk), Csi Szokcsin (Ji Suk-jin), Cshö Sivon (Choi Siwon), Kim Mindzsong (Kim Min-jong) Zöld csapat (Kim Dzsongguk (Kim Jong-kook), I Gvangszu (Lee Kwang-soo), Lizzy, Szong Dzsunggi (Song Joong-ki) Piros csapat (Gary, Haha, Szong Dzsihjo (Song Ji-hyo)                                                              | Csengettyűs bújócska: Küldetés csapat (Csi Szokcsin (Ji Suk-jin), Kim Dzsongguk (Kim Jong-kook), I Gvangszu (Lee Kwang-soo), Lizzy, Szong Dzsihjo (Song Ji-hyo), Szong Dzsunggi (Song Joong-ki) Üldöző csapat (Ju Dzseszok (Yoo Jae-suk), Gary, Haha, Cshö Sivon (Choi Siwon), Kim Mindzsong (Kim Min-jong) | Futó labdák szerzése                 | Gary, Haha, Kim Dzsongguk (Kim Jong-kook), Szong Dzsunggi (Song Joong-ki), Ju Dzseszok (Yoo Jae-suk), Cshö Sivon (Choi Siwon), Kim Mindzsong (Kim Min-jong) győz Csi Szokcsin (Ji Suk-jin), I Gvangszu (Lee Kwang-soo) rövidnadrágban, Lizzy és Szong Dzsihjo (Song Ji-hyo)álbajuszban ajándékokat oszt egy metróállomáson.                                                     |
| 21 | 23       | 2010. december 26. (2010. december 13.)    | Sim Hjongne (Shim Hyung-rae)                                                  | Alpensia Síparadicsom (Phjongcshang-kun (Pyeongchang-gun), Kangvon (Gangwon)                     | Lift Kvíz: Kék csapat (Kim Dzsongguk (Kim Jong-kook), Gary, Haha, Lizzy) Sárga csapat (Szong Dzsihjo (Song Ji-hyo), Csi Szokcsin (Ji Suk-jin), Szong Dzsunggi (Song Joong-ki)i) Piros csapat (Ju Dzseszok (Yoo Jae-suk), I Gvangszu (Lee Kwang-soo), Sim Hjongne (Shim Hyung-rae)                                                                                                | Csengettyűs bújócska: Küldetés csapat (Ju Dzseszok (Yoo Jae-suk), Gary, Csi Szokcsin (Ji Suk-jin), Lizzy, Szong Dzsihjo (Song Ji-hyo), Szong Dzsunggi (Song Joong-ki), Sim Hjongne (Shim Hyung-rae) Üldöző csapat (Kim Dzsongguk (Kim Jong-kook), Haha, Kim Dzsongguk (Kim Jong-kook)                       | Futó labdák szerzése                 | Haha, Csi Szokcsin (Ji Suk-jin), Kim Dzsongguk (Kim Jong-kook), Kim Dzsongguk (Kim Jong-kook), Szong Dzsihjo (Song Ji-hyo), Szong Dzsunggi (Song Joong-ki), Sim Hjongne (Shim Hyung-rae) győz Ju Dzseszok (Yoo Jae-suk), Gary rövidnadrágban, Lizzyvel síelni mennek. |

## 2011
| #  | Epizód # | Adás dátuma (Forgatás dátuma)            | Vendég(ek) | Helyszín                                                                                                  | Csapatok | Csapatok | Küldetés | Eredmény |
| -- | -------- | ---------------------------------------- | --- | --- | --- | --- | --- | --- |
| 22 | 24       | 2011. január 2. (2010. december 20.)     | I Gjongsil (Lee Kyung-shil), Szong Uni (Song Eun-ee)                                                           | Xi Wi City (Ilszadong-ku (Ilsandong-gu), Kojang (Goyang), Kjonggi (Gyeonggi)                              | Újrahasznosítható anyagok gyűjtése: Kék csapat (Kim Dzsongguk (Kim Jong-kook), Haha, I Gvangszu (Lee Kwang-soo), Lizzy) Sárga csapat (Gary, Szong Dzsihjo (Song Ji-hyo), Szong Uni (Song Eun-ee) Piros csapat (Ju Dzseszok (Yoo Jae-suk), Csi Szokcsin (Ji Suk-jin), I Gjongsil (Lee Kyung-shil)                                   | Csengettyűs bújócska: Fiúk csapat (Ju Dzseszok (Yoo Jae-suk), Gary, Haha, Csi Szokcsin (Ji Suk-jin), I Gvangszu (Lee Kwang-soo) Anyák csapat (Kim Dzsongguk (Kim Jong-kook), Lizzy, Szong Dzsihjo (Song Ji-hyo), I Gjongsil (Lee Kyung-shil), Szong Uni (Song Eun-ee) | Futó labdák szerzése | Kim Dzsongguk (Kim Jong-kook), I Gvangszu (Lee Kwang-soo), Lizzy, Szong Dzsihjo (Song Ji-hyo), Szong Uni (Song Eun-ee) győz Ju Dzseszok (Yoo Jae-suk), Gary, Haha, Csi Szokcsin (Ji Suk-jin), I Gjongsil (Lee Kyung-shil) piros jégeralsóban futni megy.                                                                                          |
| 23 | 25       | 2011. január 9. (2010. december 27.)     | Pak Bojong (Park Bo-young)                                                                                     | Koreai Manhvamúzeum (Pucshon (Bucheon), Kjonggi (Gyeonggi)                                                | Gyertek a manhvaszobába!: Kék csapat (Kim Dzsongguk (Kim Jong-kook), I Gvangszu (Lee Kwang-soo), Lizzy) Piros csapat (Gary, Haha, Szong Dzsihjo (Song Ji-hyo) Fehér (Ju Dzseszok (Yoo Jae-suk), Csi Szokcsin (Ji Suk-jin), Szong Dzsunggi (Song Joong-ki), Pak Bojong (Park Bo-young)                                              | Csengettyűs bújócska: Piroska csapat (Ju Dzseszok (Yoo Jae-suk), Csi Szokcsin (Ji Suk-jin), I Gvangszu (Lee Kwang-soo), Lizzy, Szong Dzsihjo (Song Ji-hyo), Szong Dzsunggi (Song Joong-ki), Pak Bojong (Park Bo-young) Farkas csapat (Kim Dzsongguk (Kim Jong-kook), Gary, Haha) | Futó labdák szerzése | Gary, Haha, Csi Szokcsin (Ji Suk-jin), Kim Dzsongguk (Kim Jong-kook), Szong Dzsunggi (Song Joong-ki), Ju Dzseszok (Yoo Jae-suk), Pak Bojong (Park Bo-young) győz I Gvangszu (Lee Kwang-soo), Lizzy, Szong Dzsihjo (Song Ji-hyo) piros jélgeralsóba öltözik és karikatúrát kap.                                                                    |
| 24 | 26       | 2011. január 16. (2011. január 3.)       | Csong Dzsinjong (Jung Jin-young), I Munsik (Lee Moon-sik)                                                      | Nagvon (Nakwon) Hangszer Árkád (Insza-tong (Insa-dong), Csongno-ku (Jongno-gu), Szöul)                    | Találd meg a vendégeket: Küldetés csapat (Csong Dzsinjong (Jung Jin-young), I Munsik (Lee Moon-sik) Kék csapat (Kim Dzsongguk (Kim Jong-kook), I Gvangszu (Lee Kwang-soo) Sárga csapat (Gary, Szong Dzsihjo (Song Ji-hyo), Szong Dzsunggi (Song Joong-ki) Piros csapat (Ju Dzseszok (Yoo Jae-suk), Haha, Csi Szokcsin (Ji Suk-jin) | Világzene: Kék csapat (Kim Dzsongguk (Kim Jong-kook), I Gvangszu (Lee Kwang-soo), Jung Jin-young, I Munsik (Lee Moon-sik) Sárga csapat (Gary, Szong Dzsihjo (Song Ji-hyo), Szong Dzsunggi (Song Joong-ki) Piros csapat (Ju Dzseszok (Yoo Jae-suk), Haha, Csi Szokcsin (Ji Suk-jin) Válassz a kettő közül: Piros csapat (Ju Dzseszok (Yoo Jae-suk), Gary, Csi Szokcsin (Ji Suk-jin), Szong Dzsihjo (Song Ji-hyo) Kék csapat (Kim Dzsongguk (Kim Jong-kook), Haha, I Gvangszu (Lee Kwang-soo), Szong Dzsunggi (Song Joong-ki) | Futó labdák szerzése | Haha, Kim Dzsongguk (Kim Jong-kook), I Gvangszu (Lee Kwang-soo), Szong Dzsunggi (Song Joong-ki), Csong Dzsinjong (Jung Jin-young), I Munsik (Lee Moon-sik) győz Ju Dzseszok (Yoo Jae-suk)nak, Garynek, Csi Szokcsin (Ji Suk-jin)nak, Szong Dzsihjo (Song Ji-hyo)nak piros jégeralsót viselve kell a következő felvétel helyszínére menni busszal. |
| 25 | 27       | 2011. január 23. (2011. január 10.)      | Max, U-Know (TVXQ)                                                                                             | Seoul Arts Center (Szocsho-ku (Seocho-gu), Szöul)                                                         | Találd meg a vendégeket: Küldetés csapat (Max Changmin, U-Know Yunho) Üldöző csapat (Ju Dzseszok (Yoo Jae-suk), Gary, Haha, Csi Szokcsin (Ji Suk-jin), Kim Dzsongguk (Kim Jong-kook), I Gvangszu (Lee Kwang-soo), Szong Dzsunggi (Song Joong-ki), Szong Dzsihjo (Song Ji-hyo)                                                      | Rajzátadás: Dzseszok (Jae-suk) csapat (Ju Dzseszok (Yoo Jae-suk), Csi Szokcsin (Ji Suk-jin), I Gvangszu (Lee Kwang-soo), Szong Dzsunggi (Song Joong-ki), Max) Dzsongguk (Jong-kook) csapat (Kim Dzsongguk (Kim Jong-kook), Gary, Haha, Szong Dzsihjo (Song Ji-hyo), U-Know) | Futó labdák szerzése | Mindenki győz |
| 26 | 28       | 2011. január 30. (2011. január 17.)      | Kim Bjongman (Kim Byung-man)                                                                                   | Anszongi Nemzeti Park (Csukszan-mjon (Juksan-myeon), Anszong (Anseong), Kjonggi (Gyeonggi)                | Találd meg a vendégeket: Küldetés csapat (Kim Bjongman (Kim Byung-man) Üldöző csapat (Ju Dzseszok (Yoo Jae-suk), Gary, Haha, Csi Szokcsin (Ji Suk-jin), Kim Dzsongguk (Kim Jong-kook), I Gvangszu (Lee Kwang-soo), Szong Dzsihjo (Song Ji-hyo), Szong Dzsunggi (Song Joong-ki)                                                     | Fogyókúrás Karaoke: Piros csapat (Kim Dzsongguk (Kim Jong-kook), Gary, Szong Dzsihjo (Song Ji-hyo) Kék csapat (Haha, I Gvangszu (Lee Kwang-soo), Kim Bjongman (Kim Byung-man) Sárga csapat (Ju Dzseszok (Yoo Jae-suk), Csi Szokcsin (Ji Suk-jin), Szong Dzsunggi (Song Joong-ki) | Futó labdák szerzése | Gary, Haha, I Gvangszu (Lee Kwang-soo), Szong Dzsihjo (Song Ji-hyo), Szong Dzsunggi (Song Joong-ki) győz Ju Dzseszok (Yoo Jae-suk), Csi Szokcsin (Ji Suk-jin), Kim Dzsongguk (Kim Jong-kook), Kim Bjongman (Kim Byung-man) piros jégeralsót viselnek és masszázst kapnak.                                                                         |
| 27 | 29       | 2011. február 6. (2011. január 24.)      | nem volt vendég                                                                                                | COEX Aquarium (Kangnam-ku (Gangnam-gu), Szöul)                                                            | Dzseszok (Jae-suk)-csapat (Ju Dzseszok (Yoo Jae-suk), Gary, Csi Szokcsin (Ji Suk-jin), I Gvangszu (Lee Kwang-soo) | Dzsongguk (Jong-kook)-csapat (Kim Dzsongguk (Kim Jong-kook), Haha, Szong Dzsihjo (Song Ji-hyo), Szong Dzsunggi (Song Joong-ki) | Futó labdák szerzése | Mindenki győz |
| 28 | 30       | 2011. február 13. (2011. január 31.)     | Seungri (Big Bang)                                                                                             | Hagyományos Koreai Előadóművészetek Nemzeti Központja (Szocsho-ku (Seocho-gu), Szöul)                     | Küldetés csapat (Seungri) | Üldöző csapat (Ju Dzseszok (Yoo Jae-suk), Gary, Haha, Csi Szokcsin (Ji Suk-jin), Kim Dzsongguk (Kim Jong-kook), I Gvangszu (Lee Kwang-soo), Szong Dzsihjo (Song Ji-hyo), Szong Dzsunggi (Song Joong-ki) | Futó labdák szerzése | Mindenki győz |
| 29 | 31       | 2011. február 20. (2011. február 9.)     | Hjon Jong (Hyun Young)                                                                                         | Alpensia Ocean 700 Vízipark (Phjongcshang-kun (Pyeongchang-gun), Kangvon (Gangwon)                        | Találd meg a vendégeket: Küldetés csapat (Hjon Jong (Hyun Young) Üldöző csapat (Ju Dzseszok (Yoo Jae-suk), Gary, Haha, Csi Szokcsin (Ji Suk-jin), Kim Dzsongguk (Kim Jong-kook), I Gvangszu (Lee Kwang-soo), Szong Dzsihjo (Song Ji-hyo), Szong Dzsunggi (Song Joong-ki)                                                           | Vízi karaoke Piros csapat (Kim Dzsongguk (Kim Jong-kook), Gary, Haha, Szong Dzsihjo (Song Ji-hyo) Sárga csapat (Ju Dzseszok (Yoo Jae-suk), Csi Szokcsin (Ji Suk-jin), I Gvangszu (Lee Kwang-soo), Szong Dzsunggi (Song Joong-ki), Hjon Jong (Hyun Young) | Futó labdák szerzése | Mindenki győz |
| 30 | 32       | 2011. február 27. (2011. február 14.)    | Kim Gvanggju (Kim Kwang-kyu)(ko), Tony Ahn                                                                     | Woongjin Think Big Office (Phadzsu (Paju), Kjonggi (Gyeonggi)                                             | Találd meg a vendégeket: Küldetés csapat (Tony Ahn, Kim Gvanggju (Kim Kwang-kyu) Üldöző csapat (Ju Dzseszok (Yoo Jae-suk), Gary, Haha, Csi Szokcsin (Ji Suk-jin), Kim Dzsongguk (Kim Jong-kook), I Gvangszu (Lee Kwang-soo), Szong Dzsunggi (Song Joong-ki), Szong Dzsihjo (Song Ji-hyo)                                           | Irodai olimpia: Üzleti csapat 1 (Ju Dzseszok (Yoo Jae-suk), Szong Dzsihjo (Song Ji-hyo), Szong Dzsunggi (Song Joong-ki), Tony Ahn, Kim Gvanggju (Kim Kwang-kyu) Üzleti csapat 2 (Kim Dzsongguk (Kim Jong-kook), Gary, Haha, Csi Szokcsin (Ji Suk-jin), I Gvangszu (Lee Kwang-soo) | Futó labdák szerzése | Gary, Kim Dzsongguk (Kim Jong-kook), I Gvangszu (Lee Kwang-soo), Szong Dzsihjo (Song Ji-hyo), Kim Gvanggju (Kim Kwang-kyu), Tony Ahn győz Ju Dzseszok (Yoo Jae-suk)nak, Hahának, Csi Szokcsin (Ji Suk-jin)nak, Szong Dzsunggi (Song Joong-ki)nak piros jégeralsóban egy hídon kell átkelnie.                                                      |
| 31 | 33       | 2011. március 6. (2011. február 21.)     | O Dzsiho (Oh Ji-ho)                                                                                            | Incshoni nemzetközi repülőtér (Csung-ku (Jung-gu), Incshon)                                               | Találd meg a vendégeket: Küldetés csapat (O Dzsiho (Oh Ji-ho) Kék csapat (Ju Dzseszok (Yoo Jae-suk), Csi Szokcsin (Ji Suk-jin), Szong Dzsihjo (Song Ji-hyo), Szong Dzsunggi (Song Joong-ki) Piros csapat (Kim Dzsongguk (Kim Jong-kook), Gary, Haha, I Gvangszu (Lee Kwang-soo)                                                    | Vakációolimpia: Futó falu 1 (Ju Dzseszok (Yoo Jae-suk), Csi Szokcsin (Ji Suk-jin), Szong Dzsihjo (Song Ji-hyo), Szong Dzsunggi (Song Joong-ki), O Dzsiho (Oh Ji-ho) Futó falu 2 (Kim Dzsongguk (Kim Jong-kook), Gary, Haha, I Gvangszu (Lee Kwang-soo) | Futó falu 1 győz A Futó falu 2 csapat tagjait piros jégeralsóban a tengerparton hagyják, ahol sárpakolát kell készíteniük. | |
| 32 | 34       | 2011. március 13. (2011. február 28.)    | Pak Csungju (Park Jun-gyu)(ko), Uee (After School)                                                             | Hongde (Hongdae) (Mapho-ku (Mapo-gu), Szöul)                                                              | Találd meg a vendégeket: Küldetés csapat (Pak Csungju (Park Jun-gyu), Uee) Kék csapat (Ju Dzseszok (Yoo Jae-suk), Haha, Csi Szokcsin (Ji Suk-jin), Szong Dzsunggi (Song Joong-ki) Piros csapat (Kim Dzsongguk (Kim Jong-kook), Gary, I Gvangszu (Lee Kwang-soo), Szong Dzsihjo (Song Ji-hyo)                                       | A vízöntés mestere: Hazai csapat (Ju Dzseszok (Yoo Jae-suk), Haha, Csi Szokcsin (Ji Suk-jin), Szong Dzsunggi (Song Joong-ki), Uee) Külföldi csapat (Kim Dzsongguk (Kim Jong-kook), Gary, I Gvangszu (Lee Kwang-soo), Szong Dzsihjo (Song Ji-hyo), Pak Csungju (Park Jun-gyu) | Hazai csapat győz A Külföldi csapatnak piros jégeralsóban egy rajzosztály előtt kell pózolnia. | |
| 33 | 35       | 2011. március 20. (2011. március 7.)     | Daesung (Big Bang), Csong Jonghva (Jung Yong-hwa) (CN Blue)                                                    | Nandzsi (Nanji) Kemping (Szangam-tong (Sangam-dong), Mapho-ku (Mapo-gu), Szöul)                           | Találd meg a vendégeket: Küldetés csapat (Daesung, Csong Jonghva (Jung Yong-hwa) Kék csapat (Ju Dzseszok (Yoo Jae-suk), Haha, Csi Szokcsin (Ji Suk-jin), Szong Dzsunggi (Song Joong-ki) Piros csapat (Szong Dzsihjo (Song Ji-hyo), Gary, Kim Dzsongguk (Kim Jong-kook), I Gvangszu (Lee Kwang-soo)                                 | A Kempingezés Ura: 1-es szakasz (Ju Dzseszok (Yoo Jae-suk), Haha, Csi Szokcsin (Ji Suk-jin), Szong Dzsunggi (Song Joong-ki), Daesung) 2-es szakasz (Kim Dzsongguk (Kim Jong-kook), Gary, I Gvangszu (Lee Kwang-soo), Szong Dzsihjo (Song Ji-hyo), Csong Jonghva (Jung Yong-hwa) | 2-es szakasz győz Az 1-es szakasznak piros jégeralsóban Szedzsong (Saejong) szobrához kell szaladni. | |
| 33 | 36       | 2011. március 27. (2011. március 7.)     | Daesung (Big Bang), Csong Jonghva (Jung Yong-hwa) (CN Blue)                                                    | Nandzsi (Nanji) Kemping (Szangam-tong (Sangam-dong), Mapho-ku (Mapo-gu), Szöul)                           | Találd meg a vendégeket: Küldetés csapat (Daesung, Csong Jonghva (Jung Yong-hwa) Kék csapat (Ju Dzseszok (Yoo Jae-suk), Haha, Csi Szokcsin (Ji Suk-jin), Szong Dzsunggi (Song Joong-ki) Piros csapat (Szong Dzsihjo (Song Ji-hyo), Gary, Kim Dzsongguk (Kim Jong-kook), I Gvangszu (Lee Kwang-soo)                                 | A Kempingezés Ura: 1-es szakasz (Ju Dzseszok (Yoo Jae-suk), Haha, Csi Szokcsin (Ji Suk-jin), Szong Dzsunggi (Song Joong-ki), Daesung) 2-es szakasz (Kim Dzsongguk (Kim Jong-kook), Gary, I Gvangszu (Lee Kwang-soo), Szong Dzsihjo (Song Ji-hyo), Csong Jonghva (Jung Yong-hwa) | 2-es szakasz győz Az 1-es szakasznak piros jégeralsóban Szedzsong (Saejong) szobrához kell szaladni. | |
| 34 | 37       | 2011. április 3. (2011. március 14.)     | Pak Jedzsin (Park Ye-jin)                                                                                      | Metapolis (Hvaszong (Hwaseong), Kjonggi (Gyeonggi)                                                        | Találd meg a vendégeket: Küldetés csapat (Pak Jedzsin (Park Ye-jin) Üldöző csapat (Ju Dzseszok (Yoo Jae-suk), Gary, Haha, Csi Szokcsin (Ji Suk-jin), Kim Dzsongguk (Kim Jong-kook), I Gvangszu (Lee Kwang-soo), Szong Dzsihjo (Song Ji-hyo), Szong Dzsunggi (Song Joong-ki)                                                        | Nagy megnyitó: Hjok (Hyuk) emberei (Ju Dzseszok (Yoo Jae-suk), Gary, Csi Szokcsin (Ji Suk-jin), I Gvangszu (Lee Kwang-soo), Pak Jedzsin (Park Ye-jin) Guk (Kook) emberei (Kim Dzsongguk (Kim Jong-kook), Haha, Szong Dzsihjo (Song Ji-hyo), Szong Dzsunggi (Song Joong-ki) | Hjok (Hyuk) emberei csapat győz A Guk (Kook) emberei csapatnak piros jégeralsóban egy autópálya széli pihenőben ráment kell ennie. | |
| 35 | 38       | 2011. április 10. (2011. március 21.)    | nem volt vendég                                                                                                | Seoul Medical Center (Jungnang-gu, Szöul)                                                                 | Találd meg a vendégeket: Küldetés csapat (Ju Dzseszok (Yoo Jae-suk) Üldöző csapat (Gary, Haha, Csi Szokcsin (Ji Suk-jin), Kim Dzsongguk (Kim Jong-kook), I Gvangszu (Lee Kwang-soo), Szong Dzsihjo (Song Ji-hyo), Szong Dzsunggi (Song Joong-ki)                                                                                   | Orvosi vizsgálat: Kék csapat (Ju Dzseszok (Yoo Jae-suk), Csi Szokcsin (Ji Suk-jin), I Gvangszu (Lee Kwang-soo), Szong Dzsihjo (Song Ji-hyo) Piros csapat (Kim Dzsongguk (Kim Jong-kook), Gary, Haha, Szong Dzsunggi (Song Joong-ki) | Gary, Haha, Kim Dzsongguk (Kim Jong-kook), Szong Dzsunggi (Song Joong-ki), Ju Dzseszok (Yoo Jae-suk) győz Csi Szokcsin (Ji Suk-jin)nak, I Gvangszu (Lee Kwang-soo)nak, Szong Dzsihjo (Song Ji-hyo)nak piros jégeralsóban egy pár papucsot kell megkeresnie egy hegyen. | |
| 36 | 39       | 2011. április 17. (2011. április 4.)     | Sunny, Yoona (Girls’ Generation)                                                                               | Szöuli bolhapiac (Tongdemun-ku (Dongdaemun-gu), Szöul)                                                    | Kapd el a Running Mant: Küldetés csapat (Ju Dzseszok (Yoo Jae-suk), Gary, Haha, Csi Szokcsin (Ji Suk-jin), Kim Dzsongguk (Kim Jong-kook), I Gvangszu (Lee Kwang-soo), Szong Dzsihjo (Song Ji-hyo), Szong Dzsunggi (Song Joong-ki) Üldöző csapat (Sunny, Yoona)                                                                     | Melyik a legjobb éjszakai nasi?: Yoona csapat (Yoona, Haha, Ju Dzseszok (Yoo Jae-suk) Dzsihjo (Ji-hyo) csapat (Szong Dzsihjo (Song Ji-hyo), Gary, Kim Dzsongguk (Kim Jong-kook) Sunny Team (Sunny, Csi Szokcsin (Ji Suk-jin), I Gvangszu (Lee Kwang-soo), Szong Dzsunggi (Song Joong-ki) | Yoona & Sunny csapat győz A Dzsihjo (Ji-hyo)nak egy plázában, piros jégeralsóban kifutón kell illegetnie magát. | |
| 37 | 40       | 2011. április 24. (2011. április 11.)    | Nichkhun, Taecyeon (2PM)                                                                                       | Petite France (kapjong (Gapyeong), Kjonggi (Gyeonggi)                                                     | Kapd el a Running Mant: Küldetés csapat (Ju Dzseszok (Yoo Jae-suk), Gary, Haha, Csi Szokcsin (Ji Suk-jin), Kim Dzsongguk (Kim Jong-kook), I Gvangszu (Lee Kwang-soo), Szong Dzsihjo (Song Ji-hyo), Szong Dzsunggi (Song Joong-ki) Üldöző csapat (Nichkhun, Taecyeon)                                                               | Running Man-vírus: Ju (Yu) mester csapata (Ju Dzseszok (Yoo Jae-suk), Haha, Csi Szokcsin (Ji Suk-jin), Szong Dzsunggi (Song Joong-ki), Taecyeon) Kuk (Kook) mester csapata (Kim Dzsongguk (Kim Jong-kook), Gary, I Gvangszu (Lee Kwang-soo), Szong Dzsihjo (Song Ji-hyo), Nichkhun) | Kuk (Kook) mester csapata győz Ju Dzseszok (Yoo Jae-suk)nak, Hahának, Csi Szokcsin (Ji Suk-jin)nak, Szong Dzsunggi (Song Joong-ki)nak egy út szélén kell kószálnia. | |
| 38 | 41       | 2011. május 1. (2011. április 18.)       | I Szongjun (Lee Sun-kyun), Pak Csunghun (Park Joong-hoon)                                                      | Dél-Korea Digitális Nemzeti Könyvtára (Szocsho-ku (Seocho-gu), Szöul)                                     | Csonghun (Joong-hoon) csapat (Pak Csunghun (Park Joong-hoon), Csi Szokcsin (Ji Suk-jin), Kim Dzsongguk (Kim Jong-kook), Ju Dzseszok (Yoo Jae-suk) | Szongjun (Sun-kyun) csapat (I Szongjun (Lee Sun-kyun), Gary, Haha, I Gvangszu (Lee Kwang-soo), Szong Dzsihjo (Song Ji-hyo), Szong Dzsunggi (Song Joong-ki) | Csonghun (Joong-hoon) csapat győz A Szongjun (Sun-kyun) csapatnak vissza kell hordania Haha dolgait az eredeti helyére. | |
| 39 | 42       | 2011. május 8. (2011. április 25.)       | nem volt vendég                                                                                                | SBS Tanhjon-tong (Tanhyeon-dong) Központ (Ilszanszo-ku (Ilsanseo-gu), Kojang (Goyang), Kjonggi (Gyeonggi) | nem voltak csapatok | nem voltak csapatok | Legyőzni a többieket | Gary győz Gary „megkapja” Kim Dzsongguk (Kim Jong-kook)ot. |
| 40 | 43       | 2011. május 15. (2011. május 2.)         | IU, Sin Bongszon (Shin Bong-sun)                                                                               | Tegu (Daegu) Stadion (Szuszong-ku (Suseong-gu), Tegu (Daegu)                                              | Találd meg a vendégeket: Küldetés csapat (IU, Sin Bongszon (Shin Bong-sun) Üldöző csapats (Ju Dzseszok (Yoo Jae-suk), Csi Szokcsin (Ji Suk-jin) (Kim Dzsongguk (Kim Jong-kook), Gary) (Haha, Szong Dzsihjo (Song Ji-hyo) (I Gvangszu (Lee Kwang-soo)                                                                               | Találd meg Tegu (Daegu) öt legjobb ételét!: Dzseszok (Jae-suk) csapat (Ju Dzseszok (Yoo Jae-suk), Csi Szokcsin (Ji Suk-jin), IU) Dzsongguk (Jong-kook) Csapat (Kim Dzsongguk (Kim Jong-kook), Gary, Sin Bongszon (Shin Bong-sun) Haha csapat (Haha, Szong Dzsihjo (Song Ji-hyo), I Gvangszu (Lee Kwang-soo) | Futó labdák szerzése | Dzseszok (Jae-suk) & Dzsongguk (Jong-kook) csapat nyer Haha csapatnak piros jégeralsóban liftesként kell dolgozni a városházán. |
| 41 | 44       | 2011. május 22. (2011. május 9.)         | Csang Hjok (Jang Hyuk)                                                                                         | Cheil Worldwide Building (Ithevon (Itaewon), Szöul)                                                       | Találd meg a vendégeket: Küldetés csapat (Csang Hjok (Jang Hyuk) Üldöző csapat (Ju Dzseszok (Yoo Jae-suk), Gary, Haha, Csi Szokcsin (Ji Suk-jin), Kim Dzsongguk (Kim Jong-kook), I Gvangszu (Lee Kwang-soo), Szong Dzsihjo (Song Ji-hyo)                                                                                           | Céges parti szervezése/Munkába menős verseny/Találd meg a legjobb modellt!: Dzseszok (Jae-suk)/Yu-Pro csapat (Ju Dzseszok (Yoo Jae-suk), Csi Szokcsin (Ji Suk-jin), Szong Dzsihjo (Song Ji-hyo), Csang Hjok (Jang Hyuk) Dzsongguk (Jong-kook)/Kim-Pro csapat (Kim Dzsongguk (Kim Jong-kook), Gary, Haha, I Gvangszu (Lee Kwang-soo) | Futó labdák szerzése | Yu-Pro Team győz A Kim-Pro csapatnak ki kell fizetnie a céges partit. A Yu-Pro csapatot támogató munkavállalók prémiumot kapnak a főnöküktől. |
| 41 | 45       | 2011. május 29. (2011. május 10.)        | Csang Hjok (Jang Hyuk)                                                                                         | Cheil Worldwide Building (Ithevon (Itaewon), Szöul)                                                       | Találd meg a vendégeket: Küldetés csapat (Csang Hjok (Jang Hyuk) Üldöző csapat (Ju Dzseszok (Yoo Jae-suk), Gary, Haha, Csi Szokcsin (Ji Suk-jin), Kim Dzsongguk (Kim Jong-kook), I Gvangszu (Lee Kwang-soo), Szong Dzsihjo (Song Ji-hyo)                                                                                           | Céges parti szervezése/Munkába menős verseny/Találd meg a legjobb modellt!: Dzseszok (Jae-suk)/Yu-Pro csapat (Ju Dzseszok (Yoo Jae-suk), Csi Szokcsin (Ji Suk-jin), Szong Dzsihjo (Song Ji-hyo), Csang Hjok (Jang Hyuk) Dzsongguk (Jong-kook)/Kim-Pro csapat (Kim Dzsongguk (Kim Jong-kook), Gary, Haha, I Gvangszu (Lee Kwang-soo) | Futó labdák szerzése | Yu-Pro Team győz A Kim-Pro csapatnak ki kell fizetnie a céges partit. A Yu-Pro csapatot támogató munkavállalók prémiumot kapnak a főnöküktől. |
| 42 | 46       | 2011. június 5. (2011. május 23.)        | Kim Hjondzsung (Kim Hyun-joong) (SS501)                                                                        | Kyobo Book Centre (Csongno-ku (Jongno-gu), Szöul)                                                         | Találd meg a vendégeket: Küldetés csapat (Kim Hjondzsung (Kim Hyun-joong), Haha) Üldöző csapat (Ju Dzseszok (Yoo Jae-suk), Gary, Csi Szokcsin (Ji Suk-jin), Kim Dzsongguk (Kim Jong-kook), I Gvangszu (Lee Kwang-soo), Szong Dzsihjo (Song Ji-hyo)                                                                                 | Találd meg a házaspárokat az irodában!/Legyél előbb a melóhelyen!/Túlélőverseny: Dzseszok (Jae-suk) csapat (Ju Dzseszok (Yoo Jae-suk), Haha, Csi Szokcsin (Ji Suk-jin), Kim Hjondzsung (Kim Hyun-joong) Dzsongguk (Jong-kook) csapat (Kim Dzsongguk (Kim Jong-kook), Gary, I Gvangszu (Lee Kwang-soo), Szong Dzsihjo (Song Ji-hyo) | Futó labdák szerzése | Dzseszok (Jae-suk) csapat győz A csapatot támogató dolgozók bónuszt kapnak a főnöküktől. |
| 42 | 47       | 2011. június 12. (2011. május 24.)       | Kim Hjondzsung (Kim Hyun-joong) (SS501)                                                                        | Kyobo Book Centre (Csongno-ku (Jongno-gu), Szöul)                                                         | Találd meg a vendégeket: Küldetés csapat (Kim Hjondzsung (Kim Hyun-joong), Haha) Üldöző csapat (Ju Dzseszok (Yoo Jae-suk), Gary, Csi Szokcsin (Ji Suk-jin), Kim Dzsongguk (Kim Jong-kook), I Gvangszu (Lee Kwang-soo), Szong Dzsihjo (Song Ji-hyo)                                                                                 | Találd meg a házaspárokat az irodában!/Legyél előbb a melóhelyen!/Túlélőverseny: Dzseszok (Jae-suk) csapat (Ju Dzseszok (Yoo Jae-suk), Haha, Csi Szokcsin (Ji Suk-jin), Kim Hjondzsung (Kim Hyun-joong) Dzsongguk (Jong-kook) csapat (Kim Dzsongguk (Kim Jong-kook), Gary, I Gvangszu (Lee Kwang-soo), Szong Dzsihjo (Song Ji-hyo) | Futó labdák szerzése | Dzseszok (Jae-suk) csapat győz A csapatot támogató dolgozók bónuszt kapnak a főnöküktől. |
| 43 | 48       | 2011. június 9. (2011. június 6.)        | nem volt vendég                                                                                                | Koreai Nemzeti Múzeum (Jongszan-ku (Yongsan-gu), Szöul)                                                   | nem voltak csapatok | nem voltak csapatok | Legyőzni a többieket | Szong Dzsihjo (Song Ji-hyo) győz |
| 44 | 49       | 2011. június 26. (2011. június 7.)       | Ku Hara (Goo Ha-ra) (Kara), No Szajon (Noh Sa-yeon)                                                            | Dream Forest (북서울 꿈의숲) (Kangbuk-ku (Gangbuk-gu), Szöul)                                             | Szajon (Sa-yeon) királynő csapata (No Szajon (Noh Sa-yeon), Gary, Ju Dzseszok (Yoo Jae-suk) Dzsihjo (Ji-hyo) királynő csapata (Szong Dzsihjo (Song Ji-hyo), Csi Szokcsin (Ji Suk-jin), I Gvangszu (Lee Kwang-soo) Hara királynő csapata (Ku Hara (Goo Ha-ra), Haha, Kim Dzsongguk (Kim Jong-kook)                                  | Szajon (Sa-yeon) királynő csapata (No Szajon (Noh Sa-yeon), Gary, Ju Dzseszok (Yoo Jae-suk) Dzsihjo (Ji-hyo) királynő csapata (Szong Dzsihjo (Song Ji-hyo), Csi Szokcsin (Ji Suk-jin), I Gvangszu (Lee Kwang-soo) Hara királynő csapata (Ku Hara (Goo Ha-ra), Haha, Kim Dzsongguk (Kim Jong-kook) | Legyőzni a többi csapatot | Hara királynő csapata győz |
| 45 | 50       | 2011. július 3. (2011. június 19.)       | Kim Mindzsong (Kim Min-jung), Nichkhun (2PM)                                                                   | Bangkok (Thaiföld)                                                                                        | Mindzsong (Min-jung) csapat (Kim Mindzsong (Kim Min-jung), Kim Dzsongguk (Kim Jong-kook), Ju Dzseszok (Yoo Jae-suk) Dzsihjo (Ji-hyo) csapat (Szong Dzsihjo (Song Ji-hyo), Gary, Haha) Nichkhun csapat (Nichkhun, Csi Szokcsin (Ji Suk-jin), I Gvangszu (Lee Kwang-soo)                                                             | Mindzsong (Min-jung) csapat (Kim Mindzsong (Kim Min-jung), Kim Dzsongguk (Kim Jong-kook), Ju Dzseszok (Yoo Jae-suk) Dzsihjo (Ji-hyo) csapat (Szong Dzsihjo (Song Ji-hyo), Gary, Haha) Nichkhun csapat (Nichkhun, Csi Szokcsin (Ji Suk-jin), I Gvangszu (Lee Kwang-soo) | Több pénzt szerezni | Mindzsong (Min-jung) csapat győz Mindzsong (Min-jung) csapat megtarthatja a pénzt, a másik két csapat pénzét elveszik. |
| 45 | 51       | 2011. július 10. (2011. június 20.)      | Kim Mindzsong (Kim Min-jung), Nichkhun (2PM)                                                                   | Pattajai úszó piac (Pattaja, Thaiföld)                                                                    | Küldetés csapat (Kim Dzsongguk (Kim Jong-kook) | Üldöző csapat (Ju Dzseszok (Yoo Jae-suk), Gary, Haha, Csi Szokcsin (Ji Suk-jin), I Gvangszu (Lee Kwang-soo), Szong Dzsihjo (Song Ji-hyo), Mindzsong (Min-jung), Nichkhun) | Találd meg a bűnöst! | Mindzsong (Min-jung), Nichkhun győz Mindzsong (Min-jung), Nichkhun kapja az összes pénzt. |
| 46 | 52       | 2011. július 17. (2011. július 4.)       | Cshö Minszu (Choi Min-soo), Jun Szoji (Yoon So-yi)                                                             | Gyeongju World (Kjongdzsu (Gyeongju), Észak-Kjongszang (Gyeongsang)                                       | Küldetés csapat (Ju Dzseszok (Yoo Jae-suk), Gary, Haha, Csi Szokcsin (Ji Suk-jin), Kim Dzsongguk (Kim Jong-kook), I Gvangszu (Lee Kwang-soo), Szong Dzsihjo (Song Ji-hyo) | Üldöző csapat (Cshö Minszu (Choi Min-soo) | Megtalálni az Aranykoronákat | Küldetés csapat győz |
| 46 | 53       | 2011. július 24. (2011. július 5.)       | Cshö Minszu (Choi Min-soo), Jun Szoji (Yoon So-yi)                                                             | Blue One Resort (Kjongdzsu (Gyeongju), Észak-Kjongszang (Gyeongsang)                                      | Kék csapat (Cshö Minszu (Choi Min-soo), Haha, I Gvangszu (Lee Kwang-soo) Lila csapat (Ju Dzseszok (Yoo Jae-suk), Gary, Jun Szoji (Yoon So-yi) Piros csapat (Kim Dzsongguk (Kim Jong-kook), Csi Szokcsin (Ji Suk-jin), Szong Dzsihjo (Song Ji-hyo)                                                                                  | Kék csapat (Cshö Minszu (Choi Min-soo), Haha, I Gvangszu (Lee Kwang-soo) Lila csapat (Ju Dzseszok (Yoo Jae-suk), Gary, Jun Szoji (Yoon So-yi) Piros csapat (Kim Dzsongguk (Kim Jong-kook), Csi Szokcsin (Ji Suk-jin), Szong Dzsihjo (Song Ji-hyo) | Legyőzni a többi csapatot | Lila csapat győz |
| 47 | 54       | 2011. július 31. (2011. július 18.)      | Cshö Kanghi (Choi Kang-hee), Csi Szong (Ji Sung)                                                               | 63 Building (Joido (Yeouido), Jongdungpho-ku (Yeongdeungpo-gu), Szöul)                                    | Gvangszu (Gwang-su) csapat (I Gvangszu (Lee Kwang-soo), Ju Dzseszok (Yoo Jae-suk), Csi Szong (Ji Sung) Kanghi (Kang-hee) csapat (Cshö Kanghi (Choi Kang-hee), Haha, Kim Dzsongguk (Kim Jong-kook) Gary csapat (Gary, Csi Szokcsin (Ji Suk-jin), Szong Dzsihjo (Song Ji-hyo)                                                        | Gvangszu (Gwang-su) csapat (I Gvangszu (Lee Kwang-soo), Ju Dzseszok (Yoo Jae-suk), Csi Szong (Ji Sung) Kanghi (Kang-hee) csapat (Cshö Kanghi (Choi Kang-hee), Haha, Kim Dzsongguk (Kim Jong-kook) Gary csapat (Gary, Csi Szokcsin (Ji Suk-jin), Szong Dzsihjo (Song Ji-hyo) | Legyőzni a többi csapatot | Kanghi (Kang-hee) csapat győz Kanghi (Kang-hee) csapat Running Man Aranygyűrűket kap. |
| 48 | 55       | 2011. augusztus 7. (2011. augusztus 1.)  | Csijon (Ji-yeon) (T-ara), Luna (f(x)), Sulli (f(x)), Suzy (miss A)                                             | Uttalli Kulturális Falu (Csiszang-tong (Jisang-dong), Phjongthek (Pyeongtaek), Kjonggi (Gyeonggi)         | Partnerverseny: Ju Dzseszok (Yoo Jae-suk) & Sulli Gary/Csi Szokcsin (Ji Suk-jin) & Szong Dzsihjo (Song Ji-hyo) Haha & Suzy Kim Dzsongguk (Kim Jong-kook) & Csijon (Ji-yeon) I Gvangszu (Lee Kwang-soo) & Luna | Rettenetes Partnerbújócska: Küldetés csapat (Ju Dzseszok (Yoo Jae-suk) & Sulli, Csi Szokcsin (Ji Suk-jin) & Szong Dzsihjo (Song Ji-hyo), Haha & Suzy, Kim Dzsongguk (Kim Jong-kook) & Csijon (Ji-yeon), I Gvangszu (Lee Kwang-soo) & Luna) Üldöző csapat (Gary) | Legyőzni a többi csapatot | Haha & Suzy győz Haha & Suzy vacsorát kapnak ajándékba. |
| 48 | 56       | 2011. augusztus 14. (2011. augusztus 2.) | An Munszuk (Ahn Mun-sook), Kim Szuk (Kim Sook), Sin Bongszon (Shin Bong-sun), Jang Dzsonga (Yang Jung-ah)      | Uttalli Kulturális Falu (Csiszang-tong (Jisang-dong), Phjongthek (Pyeongtaek), Kjonggi (Gyeonggi)         | Ju Dzseszok (Yoo Jae-suk) & Kim Szuk (Kim Sook) Gary & Szong Dzsihjo (Song Ji-hyo) Haha & Jang Dzsonga (Yang Jung-ah) Kim Dzsongguk (Kim Jong-kook) & Sin Bongszon (Shin Bong-sun) I Gvangszu (Lee Kwang-soo) & An Munszuk (Ahn Mun-sook) Csi Szokcsin (Ji Suk-jin)                                                                | Ju Dzseszok (Yoo Jae-suk) & Kim Szuk (Kim Sook) Gary & Szong Dzsihjo (Song Ji-hyo) Haha & Jang Dzsonga (Yang Jung-ah) Kim Dzsongguk (Kim Jong-kook) & Sin Bongszon (Shin Bong-sun) I Gvangszu (Lee Kwang-soo) & An Munszuk (Ahn Mun-sook) Csi Szokcsin (Ji Suk-jin) | Legyőzni a többi csapatot | Haha & Jang Dzsonga (Yang Jung-ah) győz Haha & Jang Dzsonga (Yang Jung-ah) vacsorát és gyűrűket kap |
| 49 | 57       | August 21, 2011 (August 15, 2011)        | Cha Tae-hyun, Shin Se-kyung                                                                                    | International Convention Center Jeju (Seogwipo, Jeju-do)                                                  | Pink Team (Ju Dzseszok (Yoo Jae-suk), I Gvangszu (Lee Kwang-soo), Shin Se-kyung) Kék csapat (Kim Dzsongguk (Kim Jong-kook), Szong Dzsihjo (Song Ji-hyo), Cha Tae-hyun) Sárga csapat (Gary, Haha, Csi Szokcsin (Ji Suk-jin) | Pink Team (Ju Dzseszok (Yoo Jae-suk), I Gvangszu (Lee Kwang-soo), Shin Se-kyung) Kék csapat (Kim Dzsongguk (Kim Jong-kook), Szong Dzsihjo (Song Ji-hyo), Cha Tae-hyun) Sárga csapat (Gary, Haha, Csi Szokcsin (Ji Suk-jin) | Complete the mission given by the production staff | Pink Team Wins Pink Team receives a special Jeju Black Pig Barbecue. |
| 49 | 58       | August 28, 2011 (August 16, 2011)        | Cha Tae-hyun, Shin Se-kyung                                                                                    | Seopjikoji (Seogwipo, Jeju-do)                                                                            | No teams | No teams | Legyőzni a többieket | Shin Se-kyung Wins Shin Se-kyung receives all losing members Running. Members who guessed the winner correctly doubled their Running. |
| 50 | 59       | September 4, 2011 (August 8 & 22, 2011)  | Choiza (Dynamic Duo), Gaeko (Dynamic Duo), Simon Dominic (Supreme Team), Tiger JK (Drunken Tiger), Yoon Mi-rae | Old Seoul Station (Yongsan-gu, Szöul)                                                                     | Black Team (Ju Dzseszok (Yoo Jae-suk), I Gvangszu (Lee Kwang-soo), Tiger JK, Yoon Mi-rae) Kék csapat (Kim Dzsongguk (Kim Jong-kook), Haha, Choiza, Simon Dominic) Pink Team (Gary, Csi Szokcsin (Ji Suk-jin), Szong Dzsihjo (Song Ji-hyo), Gaeko)                                                                                  | Küldetés csapat (Haha, Szong Dzsihjo (Song Ji-hyo), Tiger JK) Üldöző csapat (Ju Dzseszok (Yoo Jae-suk), Gary, Csi Szokcsin (Ji Suk-jin), Kim Dzsongguk (Kim Jong-kook), I Gvangszu (Lee Kwang-soo), Choiza, Gaeko, Simon Dominic, Yoon Mi-rae) | Legyőzni a többi csapatot | Küldetés csapat Wins |
| 51 | 60       | September 11, 2011 (August 29, 2011)     | nem volt vendég                                                                                                | D-Cube City (Sindorim-dong, Guro-gu, Szöul)                                                               | Küldetés csapat (Ju Dzseszok (Yoo Jae-suk), Haha, Csi Szokcsin (Ji Suk-jin), Kim Dzsongguk (Kim Jong-kook), I Gvangszu (Lee Kwang-soo), Szong Dzsihjo (Song Ji-hyo) | Üldöző csapat (Gary) | Fool Gary until the end of the recording | Haha, Csi Szokcsin (Ji Suk-jin), Kim Dzsongguk (Kim Jong-kook), I Gvangszu (Lee Kwang-soo), Szong Dzsihjo (Song Ji-hyo), Ju Dzseszok (Yoo Jae-suk) Wins The winners receive a deluxe Han-u set. |
| 52 | 61       | September 18, 2011 (September 4, 2011)   | Kang Ji-young (Kara), Kim Ju-hyuk, Lee Yeon-hee                                                                | Peking (Kína)                                                                                             | Yeon-hee Team (Lee Yeon-hee, Gary, Ju Dzseszok (Yoo Jae-suk) Ju-hyuk Team (Kim Ju-hyuk, Haha, Kim Dzsongguk (Kim Jong-kook) Ji-young Team (Kang Ji-young, Csi Szokcsin (Ji Suk-jin), I Gvangszu (Lee Kwang-soo) | Yeon-hee Team (Lee Yeon-hee, Gary, Ju Dzseszok (Yoo Jae-suk) Ju-hyuk Team (Kim Ju-hyuk, Haha, Kim Dzsongguk (Kim Jong-kook) Ji-young Team (Kang Ji-young, Csi Szokcsin (Ji Suk-jin), I Gvangszu (Lee Kwang-soo) | Earn prize money | Ju-hyuk Team Wins Ju-hyuk Team receives 8000 RMB. Yeon-hee & Ji-young Team's money is confiscated. |
| 52 | 62       | September 25, 2011 (September 5, 2011)   | Kang Ji-young (Kara), Kim Ju-hyuk, Lee Yeon-hee                                                                | China (Huairou) Movie & TV Industry Zone (Peking, Kína)                                                   | Küldetés csapat (Kim Dzsongguk (Kim Jong-kook), Szong Dzsihjo (Song Ji-hyo) | Üldöző csapat (Ju Dzseszok (Yoo Jae-suk), Gary, Haha, Csi Szokcsin (Ji Suk-jin), I Gvangszu (Lee Kwang-soo), Kang Ji-young, Kim Ju-hyuk, Lee Yeon-hee) | Find the culprit | Küldetés csapat Wins Kim Dzsongguk (Kim Jong-kook), Szong Dzsihjo (Song Ji-hyo) receives all the prize money from the previous day. |
| 53 | 63       | October 2, 2011 (September 19, 2011)     | Hyo-yeon, Jessica, Seo-hyun, Tae-yeon, Yoona, Yuri (Girls' Generation)                                         | Goyang Stadium (Goyang, Kjonggi (Gyeonggi)                                                                | Zöld csapat (Ju Dzseszok (Yoo Jae-suk) & Yoona, I Gvangszu (Lee Kwang-soo) & Yuri) Pink Team (Gary & Jessica, Csi Szokcsin (Ji Suk-jin) & Hyo-yeon) Kék csapat (Haha & Tae-yeon, Kim Dzsongguk (Kim Jong-kook) & Seo-hyun) | Zöld csapat (Ju Dzseszok (Yoo Jae-suk) & Yoona, I Gvangszu (Lee Kwang-soo) & Yuri) Pink Team (Gary & Jessica, Csi Szokcsin (Ji Suk-jin) & Hyo-yeon) Kék csapat (Haha & Tae-yeon, Kim Dzsongguk (Kim Jong-kook) & Seo-hyun) | Complete the mission given by the production staff | Zöld csapat Wins I Gvangszu (Lee Kwang-soo) and Yuri receive couple rings. |
| 53 | 64       | October 9, 2011 (September 20, 2011)     | Hyo-yeon, Jessica, Seo-hyun, Tae-yeon, Yoona, Yuri (Girls' Generation)                                         | Gyeonggi English Village Paju Camp (Tanhyeon-myeon, Paju, Kjonggi (Gyeonggi)                              | Dinner Race: Boys' Generation Team (Ju Dzseszok (Yoo Jae-suk), Gary, Csi Szokcsin (Ji Suk-jin), Kim Dzsongguk (Kim Jong-kook), I Gvangszu (Lee Kwang-soo), Jessica) Girls' Generation Team (Haha, Hyo-yeon, Seo-hyun, Tae-yeon, Yoona, Yuri)                                                                                       | Horrific Couple Hide and Seek: Küldetés csapat (Gary & Yoona, Haha & Jessica, Csi Szokcsin (Ji Suk-jin) & Hyo-yeon, Kim Dzsongguk (Kim Jong-kook) & Tae-yeon, I Gvangszu (Lee Kwang-soo) & Yuri) Üldöző csapat (Ju Dzseszok (Yoo Jae-suk) & Seohyun) | Legyőzni a többi csapatot | Üldöző csapat Wins Ju Dzseszok (Yoo Jae-suk) and Seo-hyun receive a special couple dinner. |
| 54 | 65       | October 23, 2011 (October 3, 2011)       | Kim Ju-hyuk, Kim Sun-ah, Szong Dzsunggi (Song Joong-ki)                                                        | Baekje Military Museum (Bujeok-myeon, Nonsan, Chungcheongnam-do)                                          | Küldetés csapat (Kim Sun-ah, Haha, Ju Dzseszok (Yoo Jae-suk) | Üldöző csapat (Gary, Csi Szokcsin (Ji Suk-jin), Kim Dzsongguk (Kim Jong-kook), I Gvangszu (Lee Kwang-soo), Szong Dzsihjo (Song Ji-hyo), Kim Ju-hyuk) | Legyőzni a többi csapatot | Küldetés csapat Wins Küldetés csapat receives speciality products of Nonsan. |
| 54 | 66       | October 30, 2011 (October 4, 2011)       | Kim Ju-hyuk, Kim Sun-ah, Szong Dzsunggi (Song Joong-ki)                                                        | Hangang Park (Yeouido, Yeongdeungpo-gu, Szöul)                                                            | Kék csapat (Ju Dzseszok (Yoo Jae-suk), Gary, Csi Szokcsin (Ji Suk-jin) Piros csapat (Haha, Kim Dzsongguk (Kim Jong-kook), Kim Sun-ah) Sárga csapat (I Gvangszu (Lee Kwang-soo), Szong Dzsihjo (Song Ji-hyo), Szong Dzsunggi (Song Joong-ki)                                                                                        | Kék csapat (Ju Dzseszok (Yoo Jae-suk), Gary, Csi Szokcsin (Ji Suk-jin) Piros csapat (Haha, Kim Dzsongguk (Kim Jong-kook), Kim Sun-ah) Sárga csapat (I Gvangszu (Lee Kwang-soo), Szong Dzsihjo (Song Ji-hyo), Szong Dzsunggi (Song Joong-ki) | Complete the mission given by the production staff | Piros csapat Wins Sárga csapat must work overtime and greet guests from the Hangang Cruise. |
| 55 | 67       | November 6, 2011 (October 17, 2011)      | Kim Soo-ro, Park Ye-jin                                                                                        | Gungpyeong Village (Seosin-myeon, Hwaseong, Kjonggi (Gyeonggi)                                            | Piros csapat (Park Ye-jin, Gary, Ju Dzseszok (Yoo Jae-suk) Kék csapat (Kim Soo-ro, Haha, Kim Dzsongguk (Kim Jong-kook) Sárga csapat (Csi Szokcsin (Ji Suk-jin), I Gvangszu (Lee Kwang-soo), Szong Dzsihjo (Song Ji-hyo) | Piros csapat (Park Ye-jin, Gary, Ju Dzseszok (Yoo Jae-suk) Kék csapat (Kim Soo-ro, Haha, Kim Dzsongguk (Kim Jong-kook) Sárga csapat (Csi Szokcsin (Ji Suk-jin), I Gvangszu (Lee Kwang-soo), Szong Dzsihjo (Song Ji-hyo) | Legyőzni a többi csapatot | Sárga csapat Wins |
| 55 | 68       | November 13, 2011 (October 18, 2011)     | Kim Soo-ro, Park Ye-jin                                                                                        | Canal Walk (Songdo International Business District, Incheon)                                              | Küldetés csapat (Ju Dzseszok (Yoo Jae-suk), Gary, Haha, Kim Dzsongguk (Kim Jong-kook), Szong Dzsihjo (Song Ji-hyo) Spy Team (Csi Szokcsin (Ji Suk-jin), I Gvangszu (Lee Kwang-soo) | Üldöző csapat (Kim Soo-ro, Park Ye-jin) | Legyőzni a többi csapatot | Üldöző csapat Wins |
| 56 | 69       | November 20, 2011 (October 31, 2011)     | Choi Min-soo                                                                                                   | Incheon Culture & Arts Center (Guwol-dong, Namdong-gu, Incheon)                                           | Küldetés csapat (Ju Dzseszok (Yoo Jae-suk), Gary, Haha, Csi Szokcsin (Ji Suk-jin), Kim Dzsongguk (Kim Jong-kook), I Gvangszu (Lee Kwang-soo), Szong Dzsihjo (Song Ji-hyo) | Üldöző csapat (Choi Min-soo) | Save the members and escape the landmark | Choi Min-soo Wins |
| 57 | 70       | November 27, 2011 (November 14, 2011)    | Lee Min-ki, Park Chul-min, Son Ye-jin                                                                          | KT Building (Bundang-gu, Seongnam, Kjonggi (Gyeonggi)                                                     | Black Team (Csi Szokcsin (Ji Suk-jin) Zöld csapat (Ju Dzseszok (Yoo Jae-suk), Son Ye-jin) Kék csapat (Gary, Szong Dzsihjo (Song Ji-hyo), Park Chul-min) Piros csapat (Haha, Kim Dzsongguk (Kim Jong-kook), I Gvangszu (Lee Kwang-soo), Lee Min-ki)                                                                                 | Küldetés csapat (Kim Dzsongguk (Kim Jong-kook), Son Ye-jin) Üldöző csapat (Ju Dzseszok (Yoo Jae-suk), Gary, Csi Szokcsin (Ji Suk-jin), I Gvangszu (Lee Kwang-soo), Szong Dzsihjo (Song Ji-hyo), Lee Min-ki, Park Chul-min) | Eliminate the spies | Küldetés csapat Wins Son Ye-jin receives a gold plate. |
| 58 | 71       | December 4, 2011 (November 15, 2011)     | Jo Hye-ryun, Oh Yeon-su                                                                                        | Gyeonghui Palace (Jongno-gu, Szöul)                                                                       | Queen Yeon-su Team (Oh Yeon-su, Gary, Ju Dzseszok (Yoo Jae-suk) Queen Hye-ryun Team (Jo Hye-ryun, Haha, Kim Dzsongguk (Kim Jong-kook) Queen Ji-hyo Team (Szong Dzsihjo (Song Ji-hyo), Csi Szokcsin (Ji Suk-jin), I Gvangszu (Lee Kwang-soo)                                                                                        | Queen Yeon-su Team (Oh Yeon-su, Gary, Ju Dzseszok (Yoo Jae-suk) Queen Hye-ryun Team (Jo Hye-ryun, Haha, Kim Dzsongguk (Kim Jong-kook) Queen Ji-hyo Team (Szong Dzsihjo (Song Ji-hyo), Csi Szokcsin (Ji Suk-jin), I Gvangszu (Lee Kwang-soo) | Earn Running Brass Coins | Queen Yeon-su Team Wins Oh Yeon-su receives a necklace and earrings. |
| 59 | 72       | December 11, 2011 (November 28, 2011)    | Jung Yong-hwa (CN Blue), Lee Min-jung                                                                          | Hongkong (Kína)                                                                                           | Zöld csapat (Lee Min-jung, Haha, Ju Dzseszok (Yoo Jae-suk) Piros csapat (Jung Yong-hwa, Kim Dzsongguk (Kim Jong-kook), Szong Dzsihjo (Song Ji-hyo) Sárga csapat (Gary, Csi Szokcsin (Ji Suk-jin), I Gvangszu (Lee Kwang-soo) | Zöld csapat (Lee Min-jung, Haha, Ju Dzseszok (Yoo Jae-suk) Piros csapat (Jung Yong-hwa, Kim Dzsongguk (Kim Jong-kook), Szong Dzsihjo (Song Ji-hyo) Sárga csapat (Gary, Csi Szokcsin (Ji Suk-jin), I Gvangszu (Lee Kwang-soo) | Solve the Legend of Nine Dragons | Szong Dzsihjo (Song Ji-hyo) Wins Szong Dzsihjo (Song Ji-hyo) receives a golden cintamani. |
| 59 | 73       | December 18, 2011 (November 29, 2011)    | Jung Yong-hwa (CN Blue), Lee Min-jung                                                                          | Ngong Ping Village (Hongkong, Kína)                                                                       | No teams | No teams | Solve the Legend of Nine Dragons | Szong Dzsihjo (Song Ji-hyo) Wins Szong Dzsihjo (Song Ji-hyo) receives a golden cintamani. |
| 60 | 74       | December 25, 2011 (December 12, 2011)    | nem volt vendég                                                                                                | KINTEX (Ilsanseo-gu, Goyang, Kjonggi (Gyeonggi)                                                           | No teams | No teams | Legyőzni a többieket | Gary Wins Gary receives a trip to Europe. |